# 柔宇科技
深圳市柔宇科技股份有限公司，简称柔宇科技（Royole），是一家中华人民共和国柔性显示器和传感器制造商，該公司的產品可用于一系列人机界面产品，包括可折叠智能手机和其他智能设备。柔宇科技由斯坦福大学毕业生刘自鸿、魏鹏、樊俊超于2012年共同創辦。
2020年12月31日，柔宇科技申请在上海证券交易所科创板上市；但2021年2月10日，柔宇科技主动撤回上市申请。此后，该公司财政状况每况愈下。2021年12月，柔宇科技陷入资金困境，該公司的多名员工薪资以及供應商的貨款被拖欠。2024年3月29日，柔宇科技及其子公司被申请破产审查。同年8月，有公司前员工透露，柔宇科技创始人刘自鸿已被解聘董事长及CEO职务，其目前仅剩公司大股东的身份。

## 争议
因长期享受政府对于高科技企业的政策优待，但又迟迟交不出市场化的亮眼产品，有论者将柔宇科技和华大基因、光启科学并称“深圳三大骗”。它还被外界戏称为“PPT公司”。

## 破产
2024年11月18日，柔宇科技及其两家子公司被深圳市中级人民法院裁定宣告破产。